# Birgitta (opera)
Birgitta is een opera annex muziekdrama gecomponeerd door Natanael Berg. Berg schreef zelf ook het libretto.
Het stuk is geschreven naar aanleiding van een gesprek tussen Berg en leermeester/dirigent Armas Järnefelt. Berg had al eerder een soortgelijk werk geschreven getiteld Engelbrekt Engelbrektsson, een Zweeds rebellenleider. Zijn tweede werk in het genre werd  een werk met Birgitta van Zweden als uitgangspunt. Berg had het idee al in 1929 in zijn hoofd, maar liet het lange tijd rusten. Pas tien jaar later begon hij er weer aan, maar werd opgehouden door het uitbreken van de Tweede Wereldoorlog. De première vond uiteindelijk plaats op 10 januari 1942 in het Koninklijke Opera. Brita Hertzberg verzorgde de hoofdrol. Nils Grevillius was dirigent.
De opera bestaat uit vier scènes:
1. Birgitta im Gebet vor einem Altar (Hinter ihr ein geräumiger Stuhl)
2. Halle auf Hof Egertnäs, Im Hintergrund Ausblick auf eine Landschaft
3. Intermezzo
4. Halle im Birgittahaus im Rom
5. Introduktion
6. Birgitta nach dem Heiligen Grabe und ihr Hinscheiden.

Berg haalde uit het werk een suite bestaande uit tussenspelen:
1. Birgittas Romfärd (orkest)
2. Förpsiel till fjärde bilden (orkest)
3. Turkinnans dans (orkest)
4. Birgitta till den Heliga graven (koor en orkest)

Net als bijna het gehele oeuvre van Natanael Berg verdween het snel van het repertoire.